# Cot Bateeice
Cot Bateeice är ett berg i Indonesien.   Det ligger i provinsen Aceh, i den västra delen av landet, 1 800 km nordväst om huvudstaden Jakarta. Toppen på Cot Bateeice är 492 meter över havet.
Terrängen runt Cot Bateeice är varierad. Runt Cot Bateeice är det tätbefolkat, med 276 invånare per kvadratkilometer. Omgivningarna runt Cot Bateeice är en mosaik av jordbruksmark och naturlig växtlighet.